# Plaza de toros Real de San Carlos
La Plaza de toros Real de San Carlos es una antigua plaza de toros de Uruguay, ubicada en la ciudad de Colonia del Sacramento, en el departamento de Colonia. En la actualidad funciona como un centro de espectáculos culturales y deportivos. Es la única plaza taurina aún en pie en Uruguay.
Se inauguró el 9 de enero de 1910 y contó con ocho corridas oficiales, si bien hubo más de ochenta, pues se continuó utilizando el espacio para espectáculos aún bajo la prohibición de corridas por parte del presidente José Batlle y Ordóñez en 1912.  Fue reinaugurada el 9 de diciembre de 2021, 111 años después de su primera apertura, tras un intenso trabajo de restauración y reconstrucción.

## Historia
La plaza fue construida en ocho meses con el aval del parlamento uruguayo, el cual otorgó los permisos para iniciar las obras del complejo. El material utilizado para su edificación fue suministrado por la fábrica de ladrillos y mosaicos La Arenisca. El diámetro del lugar asciende a los 100 metros, con un ruedo de 50 metros de diámetro.
El proyecto de construcción estuvo a cargo del arquitecto croata Josip Marković y del ingeniero Dupuy, con un estilo neomudéjar muy similar a las plazas de toros de España. La estructura de hierro de la obra fue traída de Gran Bretaña y armada en su totalidad en Colonia. Este hierro oxidado de la construcción se podía apreciar en parte de lo que conformaba las ruinas de la plaza, considerada Monumento Histórico Nacional.

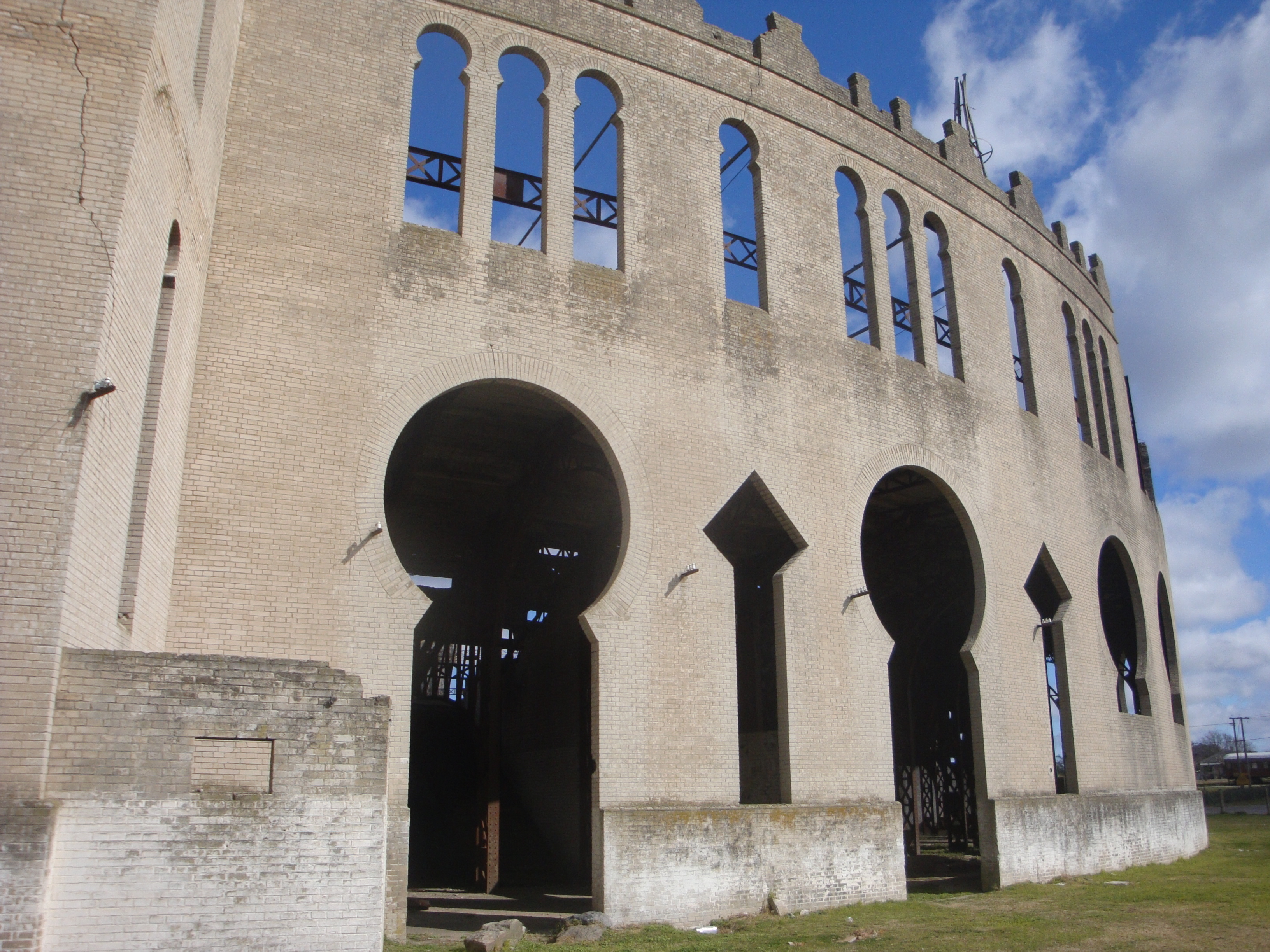
Vista exterior de la plaza de toros antes de la restauración.

Manuel Caballero, hijo del cónsul español, tramitó el permiso municipal para edificar un complejo turístico en la zona de Real de San Carlos. El sitio se llamó Complejo Turístico Nicolás Mihanovich y contaba con muelle, hotel y la plaza de toros.
El lugar funcionó dos años consecutivos, hasta que en 1912 fueron prohibidas las corridas bajo la presidencia de Batlle y Ordóñez.

### Comienzo y primeras corridas
En sus inicios, las corridas se realizaron con toreros y toros traídos de España, si bien se emplearon igualmente algunas reses de países sudamericanos, como Perú, o de Colombia. La corrida inaugural corrió a cargo de los  toreros Manuel Torres "Bombita III" y Ricardo Torres "Bombita" con toros de Juan Nandín. Hubo vapores que se habilitaron ese día y en las corridas posteriores desde Colonia hasta el Muelle Real para las personas que deseaban llegar y retirarse del lugar, convirtiéndose en una atracción turística visitada por cientos de espectadores.

#### Actividades oficiales del Real de San Carlos
El proyecto tuvo dos años de auge y prosperidad, durante los cuales espectadores de otros departamentos de Uruguay se acercaban a presenciar las corridas. También acudían fanáticos de Argentina en los vapores que se habían oficializado para el traslado de visitantes. La plaza contaba con restaurante, bares, escenario y un teatro, asegurando la extensión de otras atracciones como peleas de boxeo, murgas y cantantes. En el programa de una de las corridas se podía leer el siguiente texto:

“Se recuerda al público que no habrá derecho a protestar, por aquello de que a caballo regalado no se le mira el pelo. No mirar pues en domingo el pelo a la fiesta. Se ruega no arrojar al redondel objetos ni personas; no silbar ni traer a cuento la familia de los lidiadores, que no tienen nada que hacer en el asunto”.

### Decadencia
Si bien el público uruguayo no se mostraba simpatizante de las corridas de toros, la concurrencia era importante en cada evento -ocho mil personas participaron de la inauguración de la plaza-, arribando en los vapores de la compañía Mihanovich (“Tritón”, “Rivadavia” y “Colonia”), los cuales cubrían el tramo Buenos Aires-Real de San Carlos en un promedio de seis horas. Con la prohibición de las corridas, la plaza y el Complejo Real de San Carlos empezaron a ser utilizados para espectáculos artísticos, y el hotel siguió funcionando al igual que el casino.
En la revista Punto y Coma de Buenos Aires, el periodista Raúl Fandiño respondió en un artículo a la Sociedad Protectora de Animales, que solía opinar en contra de este tipo de actividades:

«...las corridas de toros, vistas desde el punto de vista sportivo, constituyen un espectáculo agradable y culto, baste señalar el hecho que el público bonaerense que asiste a las que se efectúan en el Real de San Carlos, no ha dado lugar hasta ahora a ningún incidente para que tenga que intervenir la policía uruguaya. Este sólo dato es la prueba más palpable de cultura». Buenos Aires, 17 de febrero de 1911.

### Cierre definitivo
Si bien hubo intenciones de reinaugurar las corridas, éstas no se concretaron. Se consiguió una habilitación de la Intendencia Municipal de Colonia para realizar corridas de toros únicamente en ese departamento, iniciativa que no prosperó, siendo clausurada en 1912. En 1943, el Complejo Mihanovich pasó a manos del Municipio de Colonia debido a las demandas contra la Sociedad Real de San Carlos. De esta manera, comenzó el descuido que culminó con el abandono del complejo y de la plaza de toros, la cual pasó a ser un edificio en ruinas que sufrió algunos saqueos en su estructura. Ésta, de estilo sevillano, podía visitarse y apreciarse desde las afueras del recinto, cercado por vallas para limitar el acceso al predio. En 2012, luego de una sudestada, la construcción sufrió la pérdida de la parte superior de la fachada, la cual se encontraba en mejor estado de conservación que el resto de la edificación.
|                                |
| Zonas de la fachada en ruinas. |

|                          |
| Ruinas y hierro oxidado. |

|                        |
| Vestigios de derrumbe. |

|                                  |
| Prohibición de entrar al predio. |

## Rehabilitación
Tras varios meses de negociación y expectativa, el 9 de octubre de 2019, la Intendencia de Colonia y el MTOP (Ministerio de Transporte y Obras Públicas) firmaron un contrato con la empresa uruguaya Conami, la cual se adjudicó el proyecto de rehabilitación. Se estimaba que las obras demandarían entre 18 y 24 meses, con un costo total de unos 7 millones de dólares, siendo ésta la mayor inversión de carácter público en la historia del departamento de Colonia. La obra sería supervisada por la OPP (Oficina de Planeamiento y Presupuesto), la Intendencia de Colonia y el Banco Interamericano de Desarrollo (BID).
Estaba proyectado que tras la remodelación, la Plaza de Toros tuviera aforo para 4.200 personas.

## Apertura
Fue reinaugurada el 9 de diciembre de 2021, 111 años después de su primera apertura. La plaza de toros del presente funcionará como un centro de convenciones, espectáculos culturales y deportivos. La misma cuenta con un restaurante, un museo y una sala de convenciones. Su cercanía con el casco histórico de Colonia del Sacramento la consolidará nuevamente como una visita obligada de los turistas, quienes anteriormente a su rehabilitación no podían acercarse debido a los riesgos de desprendimiento.

### Conciertos
El día 26 de marzo del año 2022 se presentó Ruben Rada.
El 2 de abril del año 2022 se presentó la banda de rock "No Te Va Gustar".
El 13 de abril del año 2022 se presentó Andrés Calamaro.
El 20 de abril del año 2022 se presentó Plácido Domingo, realizando una gala de zarzuela.
El 27 de enero del año 2024 se presentó Jorge Drexler.